# Karat Baku
Karat Baku – azerski klub piłkarski, mający siedzibę w stolicy kraju, mieście Baku, działający w latach 2003–2005.

## Historia
Chronologia nazw:
- 2003: Karat Bakı FK
- 2005: klub rozwiązano

Klub sportowy Karat Bakı FK został założony w miejscowości Baku w 2003 roku. W sezonie 2003/04 startował w Birinci Dəstə, w której zajął trzecie miejsce i zdobył awans do najwyższej ligi, zwanej Yüksək Liqa. Debiutowy sezon 2004/05 zakończył na 10.pozycji. Jednak z przyczyn finansowych zrezygnował z kolejnych rozgrywek i został rozwiązany.

## Barwy klubowe, strój
|  |  |

Klub ma barwy biało-czarne. Strój jest nieznany.

## Sukcesy

### Trofea międzynarodowe
Nie uczestniczył w rozgrywkach europejskich (stan na 31-05-2019).

### Trofea krajowe
| \| \| Zdobyte trofea w rozgrywkach Azerbejdżanu (stan na: 31-05-2019) \| |                                                                 |      |          |
| Rozgrywki                                                                | Osiągnięcie                                                     | Razy | Sezon(y) |
| Mistrzostwo                                                              | I miejsce                                                       | 0    |          |
| Mistrzostwo                                                              | II miejsce                                                      | 0    |          |
| Mistrzostwo                                                              | III miejsce                                                     | 0    |          |
| Mistrzostwo                                                              | 10.miejsce                                                      | 1    | 2004/05  |
| Puchar                                                                   | zdobywca                                                        | 0    |          |
| Puchar                                                                   | finalista                                                       | 0    |          |
| Puchar                                                                   | ćwierćfinalista                                                 | 1    | 2004/05  |
| II liga                                                                  | I miejsce                                                       | 0    |          |
| II liga                                                                  | II miejsce                                                      | 0    |          |
| II liga                                                                  | III miejsce                                                     | 1    | 2003/04  |
| Azerbejdżan                                                              | Zdobyte trofea w rozgrywkach Azerbejdżanu (stan na: 31-05-2019) |      |          |

## Poszczególne sezony

### Rozgrywki międzynarodowe

#### Europejskie puchary
Nie uczestniczył w rozgrywkach europejskich.

### Rozgrywki krajowe
| \| Azerbejdżan \| Bilans występów klubu w rozgrywkach piłkarskich Azerbejdżanu (Stan na 31 maja 2019 r.) \| \| |                                                                                        |        |       |   |   |   |    |    |     |           |        |        |      |
| Poziom | Rozgrywki                                                                              | Sezony | Mecze | Z | R | P | B+ | B– | Pkt | Lata      | Awanse | Spadki | Naj. |
| I | Yüksək Liqa                                                                            | 1      |       |   |   |   |    |    |     | 2004/05   | 0      | 1      | 10   |
| II | Birinci Dəstə                                                                          | 1      |       |   |   |   |    |    |     | 2003/04   | 0      | 1      | 3    |
| | Puchar Azerbejdżanu                                                                    | 2      |       |   |   |   |    |    |     | 2003–2005 | 0      | 0      | 1/4  |
| Azerbejdżan | Bilans występów klubu w rozgrywkach piłkarskich Azerbejdżanu (Stan na 31 maja 2019 r.) |        |       |   |   |   |    |    |     |           |        |        |      |

## Struktura klubu

### Stadion
Klub piłkarski rozgrywał swoje mecze domowe na stadionie im. İsməta Qayıbova w Baku o pojemności 5000 widzów.

## Kibice i rywalizacja z innymi klubami

### Derby
- Ədliyyə Baku
- Bakı FK
- Bakılı Baku
- Dinamo Baku
- İnter Bakı
- MOİK Bakı
- Neftçi PFK
- Şəfa Baku